# Csak egy kis pánik
A Csak egy kis pánik (eredeti cím: Analyze This) 1999-es amerikai maffiafilm-komédia. A film rendezője Harold Ramis, forgatókönyvét Kenneth Lonergan drámaíróval és Peter Tolannal közösen írta.
A Csak egy kis pánik 1999. március 5-én került széles körben a Warner Bros. Pictures és a Roadshow Entertainment forgalmazásában a mozikba, világszerte 176,9 millió dolláros bevételt hozott, és pozitív kritikákat kapott. Sikerének köszönhetően a filmet követte egy folytatás 2002-ben, a Még egy kis pánik (de az kevésbé lett sikeres).
A cselekmény egy válságba került maffiózó (Robert De Niro), aki egy vonakodó pszichiáter, (Billy Crystal) segítségét kéri.

## Cselekmény
A frusztrált New York-i pszichiáter, Ben Sobel új pácienst kap, Paul Vitti maffiafőnököt. Először nem hajlandó kezelni Vittit, de az nem hagyja magát. Sobel az esküvője miatt Floridába utazik, ahova Vitti követi, és kirángatja őt a szállodából, csak azért, hogy elmondja neki az erekciós problémáit. Sobel és Laura esküvője elmarad, amikor nem messze tőlük Vitti kidob egy bérgyilkost a hotelszobája ablakán, akit egy rivális maffiózó küldött Vitti után.
Vitti társai aggódnak, hogy az amerikai maffia titkait egy orvosra bízza; Vitti viszont azzal fenyegetőzik, hogy megöl mindenkit, aki Sobelnek árt.
Mivel az FBI terhelő anyagot akar szerezni, Vitti lehallgatott szavait manipulatív módon összevágják, hogy azoknak olyan értelme legyen, hogy Vitti meg akarja ölni Sobelt. Az orvosnak lejátsszák a meghamisított felvételt és közreműködést követelnek tőle Vitti lebuktatására.
Ben Sobelt a megismételt esküvőjéről egyenesen egy maffia-megbeszélésre rángatják, ahol a hiányzó Vittit kell helyettesítenie, mint a „segéd”-je. Csak később jelenik meg Vitti, és jelenti be, hogy felhagy az illegális tevékenységgel. Lövöldözés következik, amelyben Sobel megsérül. Az FBI megrohamozza a találkozót, és Vittit letartóztatják. Később a börtönben további terápiás kezeléseket kér az orvostól.

## Szereplők
| Színész          | Szerep             | Magyar hang       |
| ---------------- | ------------------ | ----------------- |
| Robert De Niro   | Paul Vitti         | Reviczky Gábor    |
| Billy Crystal    | Dr. Ben Sobel      | Szombathy Gyula   |
| Lisa Kudrow      | Laura MacNamara    | Orosz Anna        |
| Chazz Palminteri | Primo Sidone       | Rosta Sándor      |
| Joseph Rigano    | Manetta            | Dobránszky Zoltán |
| Joe Viterelli    | Zselé              | Csurka László     |
| Molly Shannon    | Caroline           | Csampisz Ildikó   |
| Max Casella      | Nicky Shivers      | Csőre Gábor       |
| Kyle Sabihy      | Michael Sobel      | Szvetlov Balázs   |
| Rebecca Schull   | Dorothy Sobel      |                   |
| Pat Cooper       | Salvatore Masiello | Perlaki István    |
| Leo Rossi        | Carlo Mangano      | Németh Gábor      |
| Aasif Mandvi     | Dr. Shulman        | Kapácsy Miklós    |

## Fordítás
- Ez a szócikk részben vagy egészben  az   Analyze This című angol Wikipédia-szócikk fordításán alapul.  Az eredeti cikk szerkesztőit annak laptörténete sorolja fel. Ez a jelzés csupán a megfogalmazás eredetét és a szerzői jogokat jelzi, nem szolgál a cikkben szereplő információk forrásmegjelöléseként.
- Ez a szócikk részben vagy egészben  a   Reine Nervensache című német Wikipédia-szócikk fordításán alapul.  Az eredeti cikk szerkesztőit annak laptörténete sorolja fel. Ez a jelzés csupán a megfogalmazás eredetét és a szerzői jogokat jelzi, nem szolgál a cikkben szereplő információk forrásmegjelöléseként.

## További információ
- Csak egy kis pánik a PORT.hu-n (magyarul)
- Csak egy kis pánik az Internet Movie Database-ben (angolul)
- Csak egy kis pánik a Rotten Tomatoeson (angolul)
- Csak egy kis pánik a Box Office Mojón (angolul)